# لشکر ۵ پیاده (عراق)
لشکر ۵ پیاده عراق (انگلیسی: 5th Division) لشکر پیاده‌نظام موتوریزه زیرمجموعه نیروی زمینی عراق است، که در سال ۱۹۵۹ تأسیس شد. این لشکر در خلال جنگ ایران و عراق از یگان‌های عمل‌کننده نیروی زمینی عراق بود و در عملیات طریق‌القدس و عملیات بیت‌المقدس شرکت داشت.
پس از خساراتی که ارتش عراق در جریان نبرد با داعش در شمال عراق متحمل شد، نیروهای امنیتی عراق به طور فزاینده‌ای به واحدهای شبه‌نظامی غیردولتی (نیروهای بسیج مردمی) متکی شدند. از اکتبر ۲۰۱۵، رویترز گزارش داد که لشکر پنجم به جای سلسله مراتب رسمی نظامی، به سلسله مراتب فرماندهی حشد شعبی گزارش می‌دهد.

## تاریخچه

### عراق بعثی
در ابتدا در سال ۱۹۵۹ به عنوان یک لشکر مکانیزه تشکیل شد، طبق گزارش‌های وابسته‌های نظامی بریتانیا، این لشکر در سال ۱۹۷۸ بخشی از سپاه سوم (عراق) بود که در بصره مستقر بود و شامل تیپ‌های ۱۵ (بصره)، ۱۹ (سیبای) و ۲۰ مکانیزه می‌شد. این لشکر بعداً در جنگ ایران و عراق و در جنگ خلیج فارس (از جمله در نبرد خفجی) جنگید. لشکر سوم زرهی و لشکر پنجم مکانیزه، نیروی تهاجمی نبرد خفجی، هر دو در سال‌های ۱۹۸۶ تا ۱۹۸۷ آموزش مجدد دیده بودند و در بسیاری از حملات سال ۱۹۸۸ شرکت کرده بودند. در شب ۲۹ ژانویه ۱۹۹۱، سه گروه از چهار گروه ضربت لشکر پنجم مکانیزه که به اندازه گردان بودند، توسط نیروهای پوششی تفنگداران دریایی ایالات متحده عقب رانده شدند، اما گروه چهارم به خفجی نقل مکان کرد و بعداً در آنجا نابود شد. در ۳۰ ژانویه ۱۹۹۱، هنگامی که لشکر برای حمله اصلی از مرز عبور کرد، تیپ ۲۶ زرهی در میدان مین به دام افتاد و خسارات زیادی به آن وارد شد. فرمانده سپاه سوم، سرلشکر صلاح عبود محمود، حمله را لغو کرد زیرا معتقد بود اجرای کامل نقشه غیرممکن است.
در سال ۱۹۹۳، پس از یک کودتا، صدام حسین طبق گزارش‌ها تمام پست‌های فرماندهی را در سطح سپاه منحل کرد و لشکر ۵ که در آن زمان در موصل حضور داشت، یکی از تنها شش لشکری بود که پست فرماندهی خود را حفظ کرده بود. در سپتامبر ۱۹۹۷، گزارش شد که این لشکر بخشی از سپاه اول است و در منطقه شوان تحت فرماندهی سرلشکر سعدون محمود سعدون مستقر است. در آن زمان، این لشکر شامل تیپ‌های مکانیزه ۱۵، ۲۰ و ۲۶ بود. سپس در طول حمله سال ۲۰۰۳ به عراق سازمان این لشکر، از هم پاشید.

### عراق پس از سال ۲۰۰۳
ستادهای تیپ و گردان‌های لشکر پنجم اصلاح‌شده، اجزای سه لشکر اصلی ارتش جدید عراق بودند.
کمیته خدمات مسلح مجلس نمایندگان گزارش داد که: «فرمانده لشکر پنجم ارتش عراق، سرتیپ شاکر الکعبی، مظنون به همکاری با جی‌ای‌ام در دستگیری سنی‌ها و ارتباط با جوخه‌های مرگ شیعه است. افسران آمریکایی نگرانی‌های شدیدی در مورد ژنرال الکعبی ابراز کرده بودند و از تلاش‌های آنها برای برکناری او ناامید شده بودند.»
این لشکر در ۳ ژوئیه ۲۰۰۶ مجوز گرفت و مسئولیت میدان نبرد در استان دیاله را بر عهده گرفت. از زمان فعال شدن مجدد این لشکر، عناصر آن در عملیات رعد شبح و نبرد بعقوبه در سال ۲۰۰۷ شرکت کرده‌اند.
در نوامبر ۲۰۰۷، «یگان اصلی ارتش عراق در استان دیاله از نظر سازمانی قادر به انجام عملیات ضد شورش نبود. لشکر ۵ عراق پس از برکناری ژنرال فرمانده‌اش، که سرانجام توسط وزیر دفاع به دلیل استفاده از تشکیلاتش برای جوخه‌های مرگ فرقه‌ای و اقدامات جنایتکارانه به سبک مافیا برکنار شده بود، در آشفتگی کامل بود. واحدهای لشکر ۵ اساساً از نظر رزمی ناکارآمد بودند و به انجام عملیات ایست بازرسی در ۲۳۶ مکان ثابت در سراسر قلمرو کاهش یافته بودند.»
امروزه این لشکر در منطقه دشوار دیاله، منطقه‌ای بین بغداد و مرز ایران و عراق، مستقر است، منطقه‌ای که برخی از عناصر شورشی (سنی‌ها، بعثی‌ها، سلفی‌های سنی و شیعیان ارتش مهدی که از مقتدی صدر حمایت می‌کنند و القاعده) مستقیماً از ایران و نیروهای ویژه آن (نیروی قدس سپاه پاسداران انقلاب اسلامی) حمایت می‌شوند. مناطق دیاله، صلاح‌الدین، کرکوک و جنوب شرقی بغداد، موضوع بسیاری از عملیات‌های نیروهای مسلح عراق و ائتلاف برای از بین بردن شبکه‌ها و قطع حمایت ایران هستند.

## سازمان
از فوریه ۲۰۱۰، وضعیت استقرار یگان‌های این لشکر به شرح زیر گزارش شده است:
- گردان نیروهای ویژه لشکر - غالبیه
- تیپ ۱۸ موتوری - منطقه عملیاتی بلدروز
- تیپ ۱۹ موتوری (شیرهای صحرا) (گردان نیروهای ویژه تیپ در بعقوبه)
- تیپ ۲۰ موتوری - عناصر مقدادیه
- تیپ ۲۱ موتوری - گردان‌هایی در دیاله، صمود، تموز
- هنگ ۵ مهندسی میدانی - غالبیه
- هنگ ۵ حمل و نقل و تدارکات - کرکوش
- پایگاه آموزش نظامی کرکوش یکی از اولین تأسیساتی بود که در ژانویه ۲۰۰۴ برای ارتش جدید عراق ساخته شد.[۱۰]